# Alfeu Cachapuz Batista
Alfeu Cachapuz Baptista (Lavras do Sul, 11 de junho de 1914 — Porto Alegre, 1º de agosto de 1990), foi um futebolista brasileiro que atuou como zagueiro.
Zagueiro, após passar pelos principais clubes de Bagé, Alpheu estreou no Internacional no dia 15 de março de 1936, em um Grenal amistoso que terminou empatado em 1–1. Em 1937, assinou contrato por 5 anos com o Internacional e por 1 ano com o Grêmio Santanense. Na confusão, acabou indo para Santana do Livramento, onde sagrou-se campeão gaúcho do mesmo ano. 
No ano de 1938, Alpheu foi contratado pelo Santos, retornando ao Inter em 1939 para iniciar o grande time que viria a ser chamado de Rolo Compressor. Fez parte do grande "Rolo Compressor" colorado por dez anos consecutivos. No Grenal decisivo de 1944, Alpheu  mostrou toda sua dedicação e amor ao Colorado: no último lance da partida, seriamente lesionado no joelho e arrastando-se em campo, jogou-se com a perna esticada para evitar o gol de empate do Grêmio (o Internacional venceu por 2–1). Saiu de campo carregado pelos companheiros e chorando de dor.
Alpheu faleceu no dia 1º de agosto de 1990, aos 76 anos, quando fazia sua tradicional caminhada pelas ruas do bairro Cidade Baixa onde morava em Porto Alegre.

## Títulos
Grêmio Santanense
- Campeonato Gaúcho: 1937
- Campeonato Citadino de Santana do Livramento: 1937

Internacional
- Campeonato Gaúcho: 1940, 1941, 1942, 1943, 1944, 1945, 1947, 1948
- Campeonato Citadino de Porto Alegre: 1936, 1940, 1941, 1942, 1943, 1944, 1945, 1947, 1948
- Torneio Relâmpago de Porto Alegre: 1939
- Torneio Extra de Porto Alegre: 1946